# Svetoslav Stoyanov
Svetoslav Stoyanov –en búlgaro, Светослав Стоянов– (Sofía, Bulgaria, 10 de julio de 1976) es un deportista francés que compitió en bádminton. Ganó una medalla de bronce en el Campeonato Europeo de Bádminton de 2008, en la prueba de dobles.

## Palmarés internacional
| Representando a Francia |                     |                   |        |
| Campeonato Europeo      |                     |                   |        |
| Año                     | Lugar               | Medalla           | Prueba |
| 2008                    | Herning (Dinamarca) | Medalla de bronce | Dobles |